# Wiaczesław Mawrow
Wiaczesław Heorhijowycz Mawrow, ukr. В'ячеслав Георгійович Мавров (ur. 16 grudnia 1960 w Korkino, w obwodzie czelabińskim, Rosyjska FSRR, zm. 23 czerwca 2016) – ukraiński piłkarz, grający na pozycji pomocnika, trener piłkarski.

## Kariera piłkarska

### Kariera klubowa
Wychowanek Szkoły Piłkarskiej w Stryju. W 1978 rozpoczął karierę piłkarską w drużynie Lwowskiej Wyższej Szkoły Wojskowo-Politycznej Armii Radzieckiej i Marynarki Wojennej. W 1982 został piłkarzem Awanhardu Stryj. Następnie występował w klubach Naftowyk Drohobycz, Awanhard Żydaczów, Podilla Chmielnicki, Beskyd Nadwórna, Zoria Chorostków, Skała Stryj, Karpaty Krosno i Cementnyk-Chorda Mikołajów, gdzie zakończył karierę w roku 2001.

## Kariera trenerska
Karierę szkoleniowca rozpoczął po zakończeniu kariery piłkarza. Najpierw trenował zespoły amatorskie, a potem został zaproszony do sztabu szkoleniowego FK Lwów, który prowadził Serhij Kowałeć. Od kwietnia do maja 2007 oraz w sierpniu 2009 pełnił obowiązki głównego trenera FK Lwów. Potem pracował jako asystent trenera Serhija Kowałcia w klubach Obołoń Kijów, Tatran Preszów i Metałurh Zaporoże oraz w młodzieżowej reprezentacji Ukrainy. We wrześniu 2014 został nowym trenerem bramkarzy w Nywie Tarnopol.